# Clive Hamilton
Clive Charles Hamilton, född 1953, är en australisk professor i etik. Han är också grundare och tidigare ledare för den vänsterinriktade tankesmedjan The Australia Institute.
Hamilton är välkänd för att varna för klimatförändringar och är en "kändisintellektuell", som regelbundet visar sig i australiska media och ger bidrag till den allmänna debatten.

## Verksamhet
Hamilton  har skrivit om klimatpolitik sedan 1990-talet. Hans bok Requiem for a Species, 2010, undersöker förnekandet av klimatförändringar och vad det medför. Hans tidigare böcker, Scorcher (2007) och Running from the Storm (2001), var kritiska mot australiska regeringens bemödanden, särskilt med avseende på Kyotoprotokollet. 
Hamiltons syn på klimatförändringar är att "världen är på väg mot en mycket obehaglig framtid och det är för sent att stoppa detta". Han hävdar att tro något annat är att förneka sanningen om klimatförändringar och att hänge sig åt önsketänkande.
Hamilton har skrivit flera böcker som berör konsumism och överkonsumtion. Growth Fetish (2003)  blev en australisk bästsäljare och menar att den tanklösa strävan efter ekonomisk tillväxt har blivit en fetisch, vilket inte lett till någon verklig förbättring i nivån av lycka. I Growth Fetish förespråkar han en politik för välbefinnande snarare än ekonomisk tillväxt. I Affluenza (2005), beskriver Hamilton hur dessa teman utspelas på personligt plan, när han undersöker ytligheten i modernt konsumentliv
I What's Left? The Death of Social Democracy (2006) kommenterar Hamilton ämnen han skrivit om i Growth Fetish och Affluenza. Han hävdar att det uppstår nya typer av "alienation och utnyttjande" i form av den fria marknadens framfart, som har "berövat livet dess mening". 
The Freedom Paradox (2008) berör naturen och konsekvensen av högt utvecklad konsumtionskapitalism. I boken föreslår Hamilton en helt ny etik som kan utgöra en utmaning mot det "moraliska obehag" som orsakats av "marknadens frihet". 
Silencing Dissent, 2007, beskriver hur den australiska regeringen kontrollerar allmänna opinionen och kväser debatten.